# Topolino direttore d'orchestra
Topolino direttore d'orchestra (The Barnyard Concert) è il primo cortometraggio di Topolino (il suo sedicesimo) del 1930, uscito il 3 marzo.

## Trama
Topolino è direttore di un'orchestra composta da animali, ma durante la composizione dei brani avviene sempre qualcosa che fa allontanare Topolino dalla sua piattaforma.
Infatti alla fine del concerto il direttore verrà premiato con una doccia di acqua gelida gettata da una mucca pestifera.